# Valssjöbergstjärnen
Valssjöbergstjärnen är en sjö i Vansbro kommun i Dalarna och ingår i Dalälvens huvudavrinningsområde. Sjön har en area på 0,0846 kvadratkilometer och ligger 281,4 meter över havet.

## Delavrinningsområde
Valssjöbergstjärnen ingår i det delavrinningsområde (669938-140991) som SMHI kallar för Inloppet i Valssjön. Medelhöjden är 329 meter över havet och ytan är 7,84 kvadratkilometer. Räknas de 6 avrinningsområdena uppströms in blir den ackumulerade arean 59,11 kvadratkilometer. Vakran som avvattnar avrinningsområdet har biflödesordning 3, vilket innebär att vattnet flödar genom totalt 3 vattendrag innan det når havet efter 334 kilometer. Avrinningsområdet består mestadels av skog (72 procent). Avrinningsområdet har 0,09 kvadratkilometer vattenytor vilket ger det en sjöprocent på 1,1 procent.